# John H. Herz
John H. Herz (deutscher Name bis 1940 Hans Hermann Herz, Pseudonym: Eduard Bristler; * 23. September 1908 in Düsseldorf; † 26. Dezember 2005 in Scarsdale, New York) war ein deutsch-amerikanischer Politikwissenschaftler und bedeutender Vordenker des Neo-Realismus in den Internationalen Beziehungen. Bekannt ist Herz vor allem durch die von ihm begründete Theorie des Sicherheitsdilemmas.

## Leben
Hans Hermann Herz war das älteste Kind des Richters Carl Herz und seiner Frau Elise, geb. Aschaffenburg, er hatte zwei Brüder und eine Schwester. Nach dem Abitur an der Hindenburgschule in Düsseldorf studierte er ab 1927 Rechtswissenschaft, Literaturwissenschaft und Philosophie an den Universitäten in Freiburg, Heidelberg, Berlin, Köln und Bonn. Von 1930 bis 1933 war er Gerichtsreferendar in Düsseldorf. Während des Referendariats promovierte er 1931 in Köln bei Hans Kelsen, Titel seiner Dissertation war Die Identität des Staates.
1933 wurde Herz als Jude aus dem Referendardienst entlassen und arbeitete danach zwei Jahre in einem Anwaltsbüro. 1935 emigrierte er mit einem Studentenvisum nach Genf, wo er auf Vermittlung Kelsens am Institut universitaire de hautes études internationales Internationale Beziehungen studierte. Sein Genfer Studium schloss er 1938 mit dem Diplom ab. Nebenher war er in dieser Zeit als Übersetzer und Dozent für die Internationalen Arbeitsorganisation (ILO).
1938 emigrierte Herz mit seinem Bruder Werner über Paris und Le Havre in die Vereinigten Staaten. Noch im selben Jahr wurde er Assistent an der Universität Princeton. 1939 anglisierte er seinen Vornamen in John (US-Staatsbürger wurde er 1944). Nach kurzer Lehrtätigkeit am Trinity College in Hartford lehrte er von 1941 bis 1952 (mit kriegsbedingten Unterbrechungen) an der Howard-Universität, zuletzt als Professor. Von 1943 bis 1945 war Herz Mitarbeiter des Office of Strategic Services (OSS), 1945 war er Berater des Anklägers Robert H. Jackson bei den Nürnberger Prozessen und von 1946 bis 1948 Politischer Analyst des Außenministeriums der Vereinigten Staaten. Ab 1952 lehrte er als Professor am Departement of Political Science an der City Universität von New York. Zwei Rufe an deutsche Universitäten lehnte er ab: 1960 an das Otto-Suhr-Institut der FU Berlin und 1966 als Nachfolger von Carlo Schmid an die Universität Frankfurt. 1977 wurde er emeritiert.

## Politikwissenschaftliche Bedeutung
Herz verband zwei Geistesströmungen bzw. intellektuelle Schulen in den Internationalen Beziehungen, die meist im radikalen Gegensatz zueinander stehen. Realismus und Idealismus. In seinem Buch Political realism and political idealism analysierte er 1951 die beiden Grundtypen politischen Verhaltens und entwirft mit dem so genannten „Realliberalismus“ oder „idealistischen Realismus“ eine Synthese. Mit der Verknüpfung von realistischen Einsichten mit idealistischen Zielsetzungen wollte er in der Außenpolitik nach Wegen des Ausgleichs und der Entspannung suchen. Dadurch grenzte er sich deutlich von Hans Morgenthau ab, der seinen außenpolitischen Realismus sehr viel stärker auf den Freund-Feind-Gegensatz im Sinne von Carl Schmitt abgestellt hatte. Auch für Herz stand das Machtproblem im Mittelpunkt der Internationalen Beziehungen, doch begründete er es nicht, wie Morgenthau, anthropologisch. Er erklärte es mit dem so genannten Sicherheitsdilemma. Menschen wie Staaten haben im Streben nach Sicherheit das stete Bedürfnis ihre Macht zu erweitern.

## Auszeichnungen
1951 erhielt Herz den Woodrow Wilson Foundation Award. 1974 wurde er mit dem Bundesverdienstkreuz ausgezeichnet.

## Schriften (Auswahl)
- Als Eduard Bristler: Die Völkerrechtslehre des Nationalsozialismus. Emil Oprecht Verlag, Zürich 1938
- Political realism and political idealism. A study in theories and realities. University of Chicago Press, Chicago 1951.
  - Politischer Realismus und politischer Idealismus. Eine Untersuchung von Theorie und Wirklichkeit. Aus dem Amerikanischen von Walter Seib, Hain, Meisenhein am Glan 1959.
- International politics in the atomic age. Columbia University Press, New York 1959.
  - Weltpolitik im Atomzeitalter. Aus dem Amerikanischen von Lili Therese Faktor-Flechtheim, Kohlhammer, Stuttgart 1961.
- Mit Gwendolen M. Carter: Government and politics in the twentieth century. Praeger, New York 1961.
  - Regierungsformen des 20. Jahrhunderts. Aus dem Amerikanischen von Lili Therese Faktor-Flechtheim, Kohlhammer, Stuttgart 1962 (zweite Auflage 1963, dritte Auflage 1964).
- Vom Überleben. Wie ein Weltbild entstand. Autobiographie. Droste, Düsseldorf 1984. ISBN 3-7700-0660-7